# Галицьке повстання (1144)
Га́лицьке повста́ння 1144 року — виступ мешканців міста Галича проти князя Володимирка Володаровича.
Об'єднавши ряд удільних князівств в єдине Галицьке князівство, Володимирко намагався також приєднати до своїх володінь Волинське князівство, чим викликав невдоволення з боку великого князя київського Всеволода ІІ Олеговича. В боротьбі зі Всеволодом Володимирко зазнав невдачі (1144) і зобов'язався сплатити йому 1400 гривень. Щоб зібрати кошти, Володимирко обклав даниною населення Галича, що викликало невдоволення містян і стало приводом до повстання.
Скориставшись з виїзду Володимирка на полювання до Теребовлі, галичани закликали князювати зі Звенигорода Івана Берладника. Володимирко, зібравши свої війська, протягом трьох тижнів тримав Галич в облозі. Під час битви Іван Берладник утік на Дунай у місто Берладь (звідси і прізвисько), а звідти до Києва. Володимирко жорстоко розправився з повсталими, міцно закріпився на галицькому престолі.